# Albert Hustin
Albert Hustin (Ethe, 15 de julio de 1882 – † Bruselas, 12 de septiembre de 1967) fue un médico y científico belga nacido en Ethe, un pequeño pueblo de Gaume, provincia de Luxemburgo, Bélgica.
Fue el segundo médico en practicar satisfactoriamente una transfusión indirecta de sangre (el primero fue Luis Agote). Su técnica, al igual que la de Agote, se basa en la adición de citrato de sodio a la sangre envasada lo que permite resolver el problema de la coagulación de la sangre.
Hustin estudió medicina a la Universidad Libre de Bruselas donde llegó a convertirse en ayudante del famoso cirujano Antoine Depage.

## Varia
- La máquina que sirvió para efectuar la transfusión de sangre citrada se expone en el Museo Gaumais, rue d'Arlon 38 , Virton, Bélgica (donación de Monsieur Pierre Hustin, nieto).

- El Centro de transfusión sanguínea Albert Hustin tiene su sede en el complejo del Hospital Universitario (C.H.U.) Saint-Pierre de Bruxelles-ville ( primer centro y el banco de sangre más grande de Bélgica)

- Datos: Q2317754